# Kraljevec na Sutli
Kraljevec na Sutli (do roku 1900 pouze Kraljevec) je vesnice a správní středisko stejnojmenné opčiny v Chorvatsku v Krapinsko-zagorské župě. Nachází se těsně u hranic se Slovinskem, u břehu řeky Sutly, asi 8 km jihozápadně od Klanjece a asi 33 km jihozápadně od Krapiny. V roce 2011 žilo v Kraljevci na Sutli 383 obyvatel, v celé opčině pak 1 727 obyvatel.
Do teritoriální reorganizace v roce 2010 byl Kraljevec na Sutli součástí opčiny města Klanjec.
Součástí opčiny je celkem deset trvale obydlených vesnic. Ačkoliv je střediskem opčiny vesnice Kraljevec na Sutli, největším sídlem je Radakovo.
- Draše – 123 obyvatel
- Gornji Čemehovec – 125 obyvatel
- Kačkovec – 153 obyvatel
- Kapelski Vrh – 103 obyvatel
- Kraljevec na Sutli – 383 obyvatel
- Lukavec Klanječki – 63 obyvatel
- Movrač – 135 obyvatel
- Pušava – 28 obyvatel
- Radakovo – 504 obyvatel
- Strmec Sutlanski – 110 obyvatel

Opčinou procházejí župní silnice Ž2186, Ž2215 a Ž2237. Nachází se zde hraniční přechod Draše-Nova vas ob Sotli.